# Le Marché aux chevaux
Le Marché aux chevaux est un tableau à l'huile sur toile de la peintre française Rosa Bonheur, de style réaliste, réalisé de 1852 à 1855. Cette grande toile inspirée par le marché aux chevaux de Paris montre une scène de foire de vente aux chevaux de trait, notamment percherons. Elle est exposée une première fois, inachevée, au salon de peinture et de sculpture de 1853 à Paris, au cours duquel elle est remarquée pour ses qualités. Le tableau achevé est ensuite présenté à l'exposition universelle de 1855. Après diverses reventes, Le Marché aux chevaux est désormais conservé au Metropolitan Museum of Art de New York. 

## Réalisation
Rosa Bonheur documente son sujet en se rendant deux fois par semaine pendant dix-huit mois au marché aux chevaux de Paris, généralement vêtue de façon masculine avec une blouse, réalisant des croquis et discutant avec les maquignons,. Une esquisse préparatoire à la craie et au fusain a été découverte lors du 1er confinement de 2020 dans le Château de By par la propriétaire Katherine Brault.

## Description

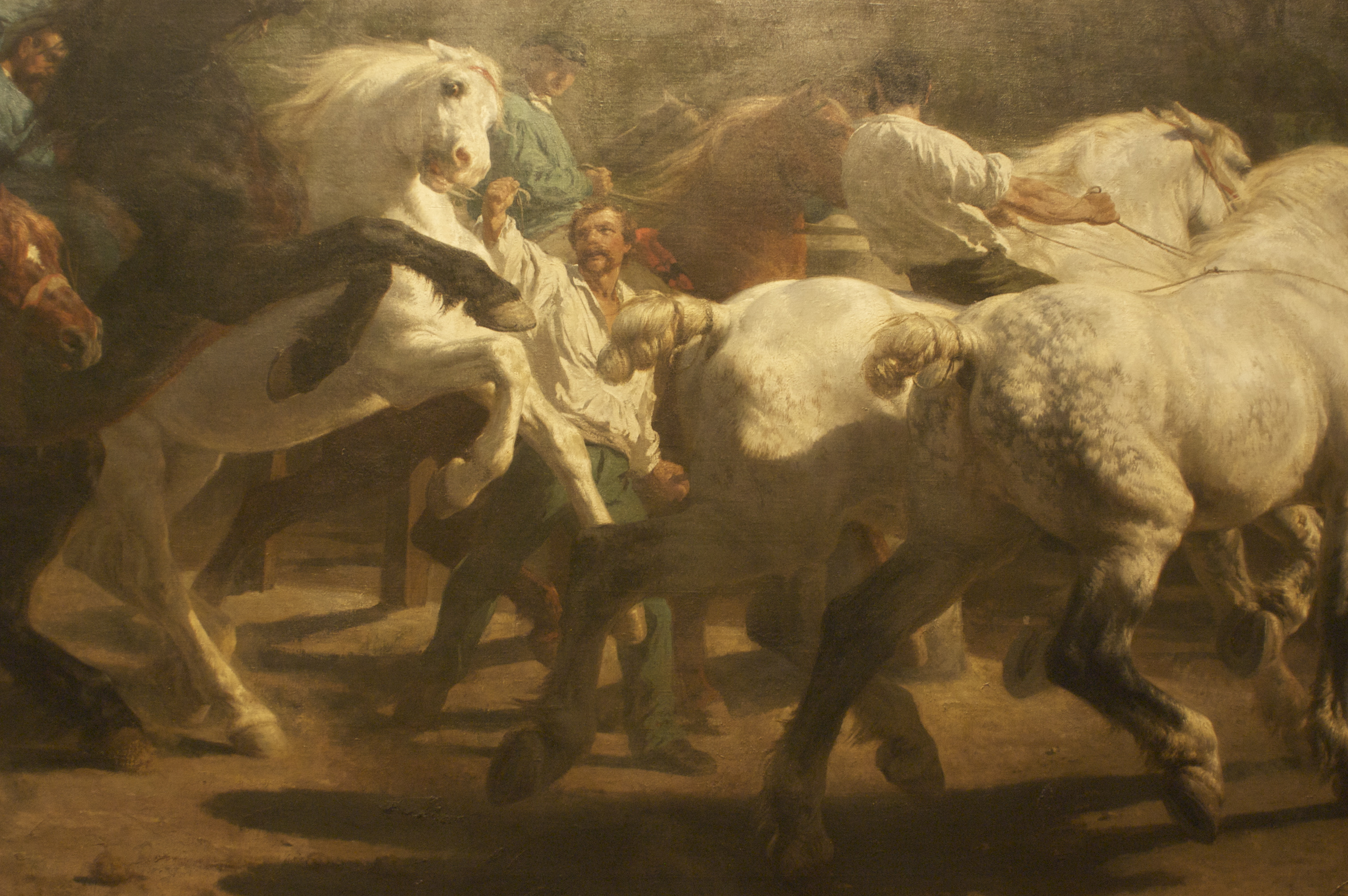
Détail du tableau.

Les chevaux choisis pour modèle et représentés dans Le Marché aux chevaux sont des percherons à « forte encolure, reins courts et larges, croupe vigoureuse, tête petite, jambes fines, robe d'un gris truité, allures nerveuses, le cheval est saisi avec tous les signes, tous les caractères distinctifs de son espèce particulière ». Les chevaux, bien groupés, occupent les premiers plans et tout l'espace que l'œil peut embrasser. Ils sont représentés au trot, au galop, ou montés par de rudes palefreniers en blouse connus sous le nom de « casse-cous », officiers obligés de tout marché aux chevaux. Les allures variées sont rendues avec une grande fidélité. Les jarrets vigoureux sont reproduits sans exagération, le brillant de la robe révèle un lustre argenté qui évite le poli froid et consistant du marbre.

## Parcours du tableau
Rosa Bonheur expose ce tableau, alors inachevé, au salon de peinture et de sculpture de 1853 à Paris, durant lequel il captive la foule. Le tableau achevé est ensuite présenté à l'exposition universelle de 1855.
Ce tableau est dans un premier temps acheté par le gouvernement français, mais Rosa Bonheur le récupère et le vend pour 40 000 francs à l'éditeur anglais Gambart. Cornelius Vanderbilt II en fait don au Metropolitan Museum of Art de New York en 1887.

## Réception

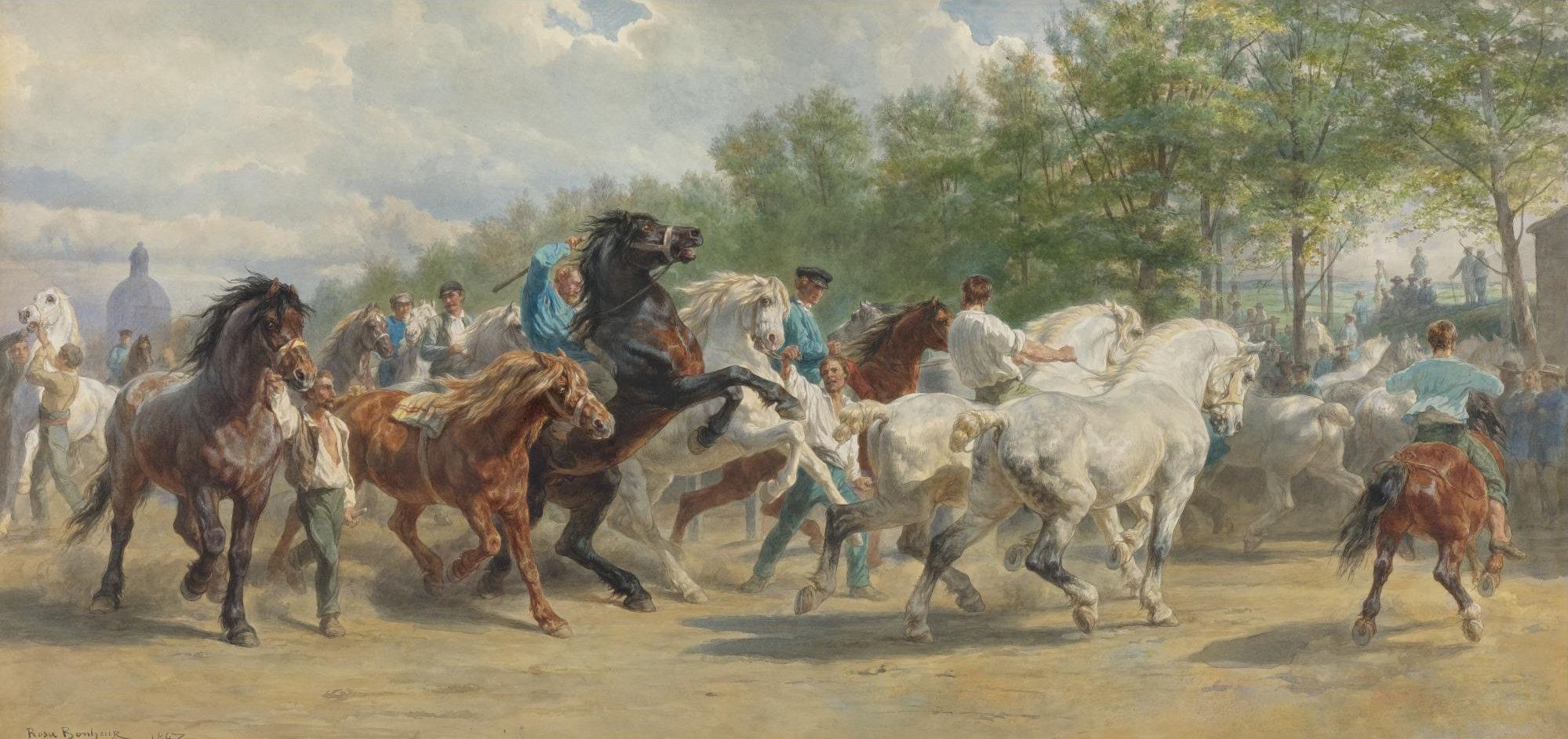
Aquarelle sur papier de 1867

Les critiques du salon de peinture et de sculpture de 1853 soulignent l’exécution fine de l'œuvre et ses grandes qualités de composition : « Rosa Bonheur était déjà connue depuis plusieurs expositions comme le peintre d'animaux le plus distingué de notre école moderne ; mais jamais son talent ne s'était révélé aussi complet et dans d'aussi grandes proportions ; jamais, depuis Géricault, personne n'avait dessiné et peint les chevaux avec cette science de la forme et du mouvement, dont ce grand artiste semblait avoir emporté le secret ; et personne aussi, depuis Géricault, n'avait tenté avec
cette conscience l'étude si difficile du cheval. Par le Marché aux chevaux, qu'elle n'a pas craint d'exposer quoique non terminé, Mme Rosa Bonheur s'est élevée, en quelque sorte, à la peinture historique. Son œuvre appartient à la grande école, et doit être examinée à part, car elle révèle des études consciencieuses et des qualités rares de dessinateur et de coloriste ». Ils estiment que « Mlle Rosa Bonheur a fait plus qu'un bon tableau, elle a fait une œuvre qui restera et que se disputeront les musées et les cabinets des grands amateurs ». Des critiques soulignent cependant « la froideur et la monotonie de ses tons gris, le faire trop précis de chacune de ses parties et le manque d'empâtements dans les premiers plans, ainsi que de solidité et de lumière dans les terrains ».
Rosa Bonheur est volontairement exclue de la cérémonie de récompense de la médaille artistique de première classe, en raison d'une règle qui interdit aux femmes de recevoir cette récompense.
La peintre Molly Luce a affirmé que Le Marché aux chevaux est la première œuvre qui l'ait influencée.